# Irving (Texas)
Irving is een stad in de Amerikaanse staat Texas en telt 191.615 inwoners. Het is hiermee de 100e stad in de Verenigde Staten (2000). De oppervlakte bedraagt 174,0 km², waarmee het de 104e stad is.

## Demografie
Van de bevolking is 6,1 % ouder dan 65 jaar en bestaat voor 31,3 % uit eenpersoonshuishoudens. De werkloosheid bedraagt 2,9 % (cijfers volkstelling 2000).
Ongeveer 31,2 % van de bevolking van Irving bestaat uit hispanics en latino's, 10,2 % is van Afrikaanse oorsprong en 8,2 % van Aziatische oorsprong.
Het aantal inwoners steeg van 155.130 in 1990 naar 191.615 in 2000.

## Klimaat
In januari is de gemiddelde temperatuur 7,0 °C, in juli is dat 29,9 °C. Jaarlijks valt er gemiddeld 916,4 mm neerslag (gegevens op basis van de meetperiode 1961-1990).

## Geboren in Irving
- Jeremy Wariner (1984), atleet
- Natasha Anasi (1991), voetbalster
- Katie Sarife (1993), actrice

## Plaatsen in de nabije omgeving
De onderstaande figuur toont nabijgelegen plaatsen in een straal van 16 km rond Irving.